# Madonna col Bambino tra i santi Giovanni Battista e Antonio Abate
La Madonna col Bambino tra i santi Giovanni Battista e Antonio Abate è un dipinto olio su tavola di Jacopo de' Barbari, conosciuto anche come la Madonna della fontana. La tavola è conservata nel museo d'arte di Parigi Museo del Louvre dal 1918.

## Storia
La tavola raffigura una Sacra conversazione, soggetto che raffigura la Madonna che regge tra le braccia il Bambino tra i santi. I soggetti sono posti di fronte a una fontana zampillante, da qui il titolo con cui è maggiormente conosciuta. Dell'artista di Murano il museo parigino conserva molte opere xilografiche.  Il dipinto è inserito nella collezione di Galishon nel 1861 passando poi a Leon Gaucherei il quale lo donava ai musei dell'Louvre nel 1918.
L'opera è sicuramente stata commissionata ad uso privato probabilmente per qualcuno di quei nobili dell'Europa settentrionale che de' Barbari frequentava e che avevano molta stima per l'artista ritenendolo personaggio degno della loro stima e con capacità intellettive degne d'attenzione.
La datazione dell'opera trova corrispondenza con i lavori d'incisione del maestro databili nei primi del Cinquecento. In alcune di queste opere vi è un collegamento importante con i lavori di Albrecht Dürer, con cui vi erano numerosi e stabili rapporti.

## Descrizione
La tela, è stata trasportata dalla tavola e presenta sulla parte inferiore destra la scritta: «PASCIT(UR) I VI/VIS LIV(O)R POST/ FATA (QUIESCIT/ TUM (S)vvS EX/ (MERITO QVEMQUE TVETVR) HONOS» e la firma I.A.F.F. completa del simbolo del caduceo come era uso firmarsi l'artista muranese.
Il dipinto fu inserito nella collezione di Emile Galichon del proprietario medesimo nel 1861, il quale indicava nella descrizione, la doppia influenza di de' Barbari, con “sant'Antonio” a rappresentare la scuola tedesca mentre “san Giovanni e la Vergine” di quella italiana, in particolare questi sono riconducibili alla pala di san Cristoforo di Murano poi conservata a Berlino che il de' Barbari risalente alla fine del Quattrocento che il de' Barbari aveva ripreso più volte. Ma sicuramente molto differente dall'opera Madonna col Bambino, san Giovanni Battista, santa Barbara e committente eseguita nel 1498. Il dipinto è quindi un chiaro segno degli studi e dello sviluppo pittorico che l'artista si trovava a studiare, l'opera infatti appare più libera con una maggior capacità di organizzazione dello spazio.
La scritta posta sul cartellino sul lato inferiore destro della tavola è la citazione della parte finale del primo libro degli Amores di Ovidio: “Colui che mette la vita al servizio delle muse non ne otterrà grandi vantaggi, piuttosto susciterà gelosia. Ciò che conta è la gloria eterna, ottenuta grazie a talento e virtù”. Il testo indica la difesa dell poesia che porta all'immortalità del suo creatore.